# Irleshof
Irleshof ist ein Gemeindeteil der Gemeinde Berg bei Neumarkt in der Oberpfalz im Landkreis Neumarkt in der Oberpfalz in Bayern.

## Geografie
Das Dorf liegt im Oberpfälzer Jura auf circa 530 m ü. NHN über dem linken Talhang des Sindelbachs ca. 2,5 km nördlich des Gemeindesitzes.

## Geschichte
Der Hof hieß früher Erlashof im Sinne von „Hof bei den Erlen“. Er soll um 1500 entstanden sein. Als 1639 die herzogliche Regierung von Amberg von den ihr unterstellten Ämtern Berichte über die Belegungsfähigkeit in den einzelnen Orten für das Winterquartier von Truppen anforderte, führte das pfalz-neuburgische Pflegamt Haimburg den Irleshof nicht auf, wohl, weil er infolge des Dreißigjährigen Krieges öd lag. Später wurde er wieder besiedelt, denn gegen Ende des Alten Reiches, um 1800, bestand Irleshof aus einem Hof, auf dem zur Hälfte eine Familie Gottschalk saß. Die Hochgerichtsbarkeit und die Niedergerichtsbarkeit übte das Pflegamt Haimburg aus, das zuletzt in Personalunion mit dem Pflegamt Pfaffenhofen geführt wurde.
Im Königreich Bayern (1806) gehörte Irleshof zum Steuerdistrikt Oberölsbach, bei der Gemeindebildung um 1810/20 zu der Ruralgemeinde Oberölsbach, die neben Oberölsbach und Irleshof noch Unterölsbach, Gnadenberg, Reichenholz und die Klostermühle umfasste. Diese Gemeinde war dem Landgericht Kastl im Bezirksamt Velburg unterstellt.
1826 und 1849 ist vom Irleshof als „Fallmeister-Anwesen“ die Rede, auf dem zuletzt der Fallmeister Johann Dörfler saß. Das zum Verkauf anstehende Anwesen bestand aus „Haus, Stadel, Stallung, Schupfe und Fallhütte“ nebst einigem Grund und etwas Wald.
Im Zuge der Gebietsreform in Bayern wurde die Gemeinde Oberölsbach und damit auch Irleshof  am 1. Mai 1978 nach Berg eingemeindet.

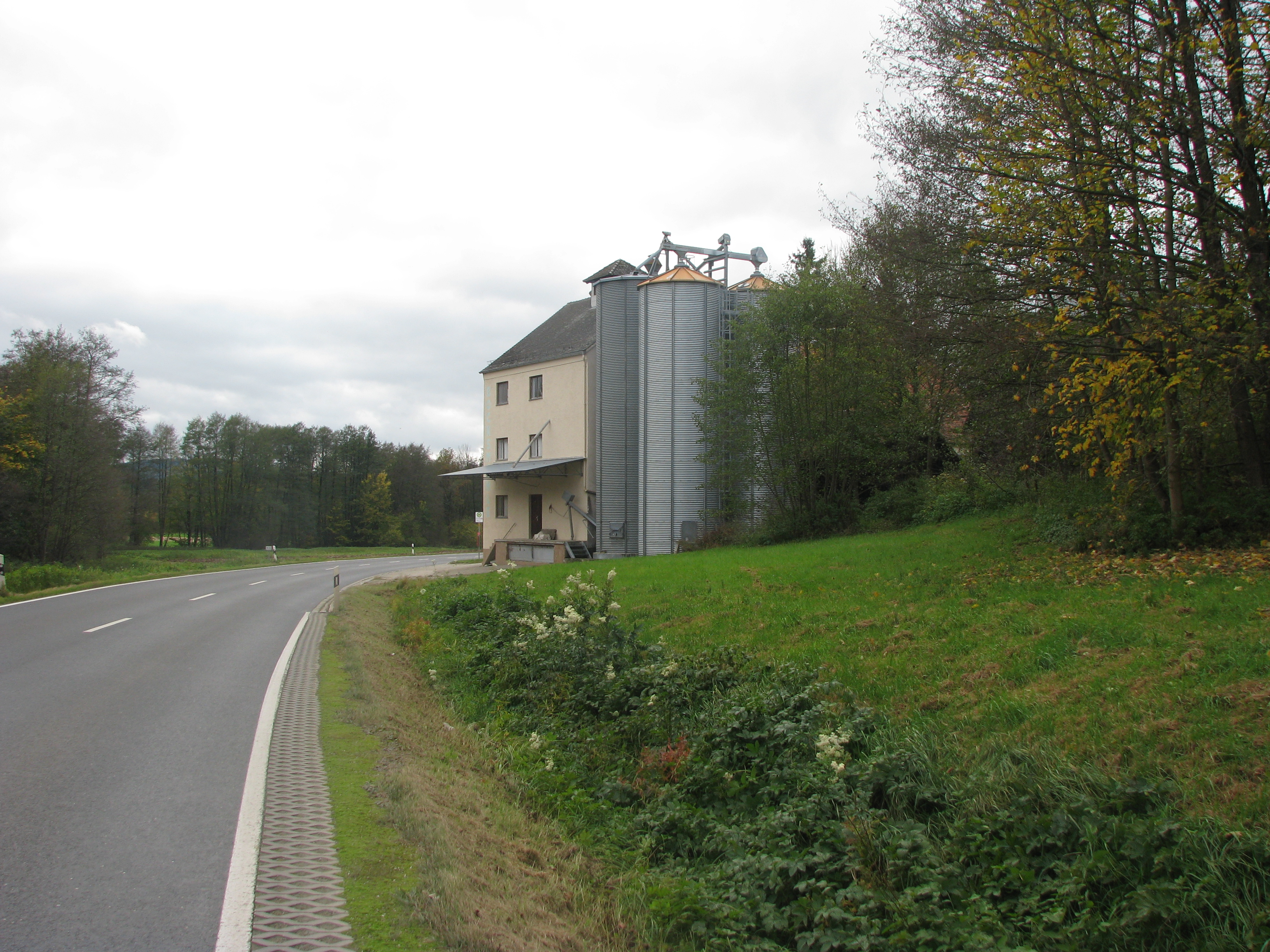
Bocksmühle

Unterhalb von Irlesbach ist die einst vom Sindelbach angetriebene, 1969/70 durch einen Anbau erweiterte Bocksmühle mit Naturkostladen und Außensilos an der Kreisstraße NM 8 gelegen. Sie war die letzte Mühle im Landkreis Neumarkt, die ihren Mahlbetrieb aufrechterhalten hat.

### Einwohnerentwicklung
- 1836: 10 (1 Haus)[8]
- 1861: 12 (4 Gebäude)[9]
- 1937: 19[10]
- 1961: 12 (3 Wohngebäude)[11]
- 1987: 24 (12 Wohngebäude, 12 Wohnungen)[12]
- 2015: 36[13]

## Verkehrsanbindung
Irleshof ist über eine Gemeindeverbindungsstraße zu erreichen, die von der Kreisstraße NM 8 zwischen Oberölsbach und Sindlbach abzweigt und wieder einmündet.